# Pleurobema hagleri
Pleurobema hagleri fue una especie de molusco bivalvo  de la familia Unionidae.

## Distribución geográfica
Fue  endémica de los  Estados Unidos.

## Hábitat
Su hábitat natural eran: los ríos.